# Drabet på Susan Hansen
Drabet på Susan Hansen er et uopklaret drab på den 12-årige pige Susan Hansen, som formentlig fandt sted den 30. januar 1992 i Fredericia. 
Trods næsten 4.000 afhøringer i sagen har politiet aldrig fundet drabsmanden. Der har været flere mistænkte i sagen, og efterforskningen er foregået både i ind- og udland. Politiet opbevarer DNA-spor i sagen, og der er hemmeligholdte oplysninger i sagen. I 2012 genåbnede politiet sagen. Drabet på Susan Hansen er et af de få endnu uopklarede drab på børn i Danmark.

## Baggrund
Susan Hansen voksede op i Sønderparken-kvarteret i Fredericia og gik på Skjoldborgvejens Skole i Fredericia. Hendes mor var førtidspensionist og faren døde da hun var få år gammel.

### Drabsforløb og efterforskning
Tidligt om morgenen den 31. januar 1992 blev den 12-årige Susan Hansen fundet kvalt i en grøft på Herslevvej i Fredericia. Aftenen før var hun forsvundet sporløst i Fredericia midtby. Ved 18-tiden den 30. januar havde hendes mor kontaktet Fredericia Politi om, at hendes datter ikke var kommet hjem efter en indkøbstur i centrum. Susan havde taget bybussen ind til Fredericia kl. 15.20 for at foretage indkøb. Fredericia Politi udsendte hendes signalement til kolleger og også Fredericia Taxa blev bedt om at holde øje. Susan blev fundet i grøften på Herslevvej dagen efter omkring kl. 07.45 af en 14-årig dreng på vej til skole. Politiet rykkede øjeblikkeligt ud og afspærrede området, og Rejseholdet blev kort efter bedt om assistance. En retsmediciner blev også tilkaldt, og undersøgelserne gik i gang. Man kunne efterfølgende med sikkerhed fastslå, at findestedet ikke var gerningsstedet. Hun var blevet dræbt et andet sted og efterfølgende placeret i grøften. Drabet havde  formentlig fundet sted sidst på aftenen – dog ikke senere end klokken 23.00.
Findestedet indeholdt kun få tekniske spor. Det eneste konkrete spor var et dækaftryk. Antagelig fra en firehjulstrækker og dækket var af typen BF Goodrich Trail T/A. Efterfølgende blev en firehjulstrækker med disse dæk omdrejningspunkt i politiets efterforskning, men samtidig var man også fra politiets side opmærksom på, at dækaftrykket muligvis intet havde med sagen at gøre, da det kunne være blevet sat af en tilfældig bil. Susan kunne i den forbindelse være blevet dræbt i gerningsmandens bil eller muligvis på dennes bopæl og efterfølgende placeret i grøften på Herslevvej. Politiet kunne desuden ikke udelukke, at drabet havde fundet sted i en nærliggende skov. Et vidne havde fortalt politiet, at han den 30. januar ved 17.00 tiden havde hørt skrig som fra en pige i Hannerup Skov – stedet var ikke så langt fra Susans bopæl. Obduktionen viste, at hun var blevet kvalt, og selv om der ikke var tegn på, at hun var blevet udsat for et seksuelt overgreb, var politiet overbevist om, at motivet måtte være seksuelt betinget. Det egentlige gerningssted er aldrig blevet fundet. I forbindelse med efterforskningen lavede Danmarks Radio en præcis rekonstruktion af Susans sidste bytur.
En hårprøve, som kunne være bevis i sagen om drabet forsvandt mellem to politiafdelinger. Hårprøven forsvandt da den skulle typebestemmes til senere sammenligning.
Drabschefen Kurt Kragh, der var efterforsker på sagen, kædede dengang drabet sammen med en række sager, hvor en mand kørte rundt i Syd- og Sønderjylland og lokkede piger i alderen syv til 14 år ind i sin bil. I 2012 udkom bogen Susan-sagen. På sporet af en barnemorder, blandt andet med en fantomtegning af manden, som kan stå bag drabet.

### Mulige mistænkte
I 2006 blev en buschauffør og hans hustru afhørt af Fredericia Politi og Rigspolitiets Rejsehold i forbindelse med sagen. Buschaufføren blev allerede efterforsket i dagene efter drabet. Dengang oplyste flere vidner, at chaufføren havde udvist ekstrem nærgående opførsel overfor unge skolepiger.
I 2012 efterforskede Sydøstjyllands Politi om en 55-årig mand fra Skørping kunne have forbindelse til drabet. Trods 7.000 afhøringer af mænd i området, er det aldrig lykkedes politiet at finde gerningsmanden. Ingen personer har været sigtet eller tiltalt for drabet.